# Crossoptilon
Crossoptilon es un género de aves galliformes de la familia Phasianidae conocidas vulgarmente como faisanes orejudos. Son todas autóctonas de China.

## Especies
Se conocen cuatro especies y varias subespecies.
- Crossoptilon crossoptilon
- Crossoptilon mantchuricum
- Crossoptilon auritum
- Crossoptilon harmani[2]